# Becenc
El becenc (Leccinum scabrum), també anomenat cep de beç i abró de bedoll és una espècie de fong de l'ordre dels boletals (Boletales). És un molleró comú, del grup dels mollerons becencs, els mollerons que creixen vora bedolls.

## Taxonomia
Pierre Bulliard publicà l'any 1783 el volum 3 de Herbier de la France. En la làmina 132 hi ha la descripció i les imatges del bolet rude (Boletus scaber).
Elias Magnus Fries sanciona l'espècie.
El mateix any, Samuel Frederick Gray publica els dos volums de A natural arrangement of British plants on introdueix diversos gèneres, entre els quals Leccinum i descriu Leccinum scabrum.

## Iconografia
Assyov, Boris. Boletales.com.(2024)
Jose Antonio Muñoz, Boletus s.l. (2005): 19a-20c

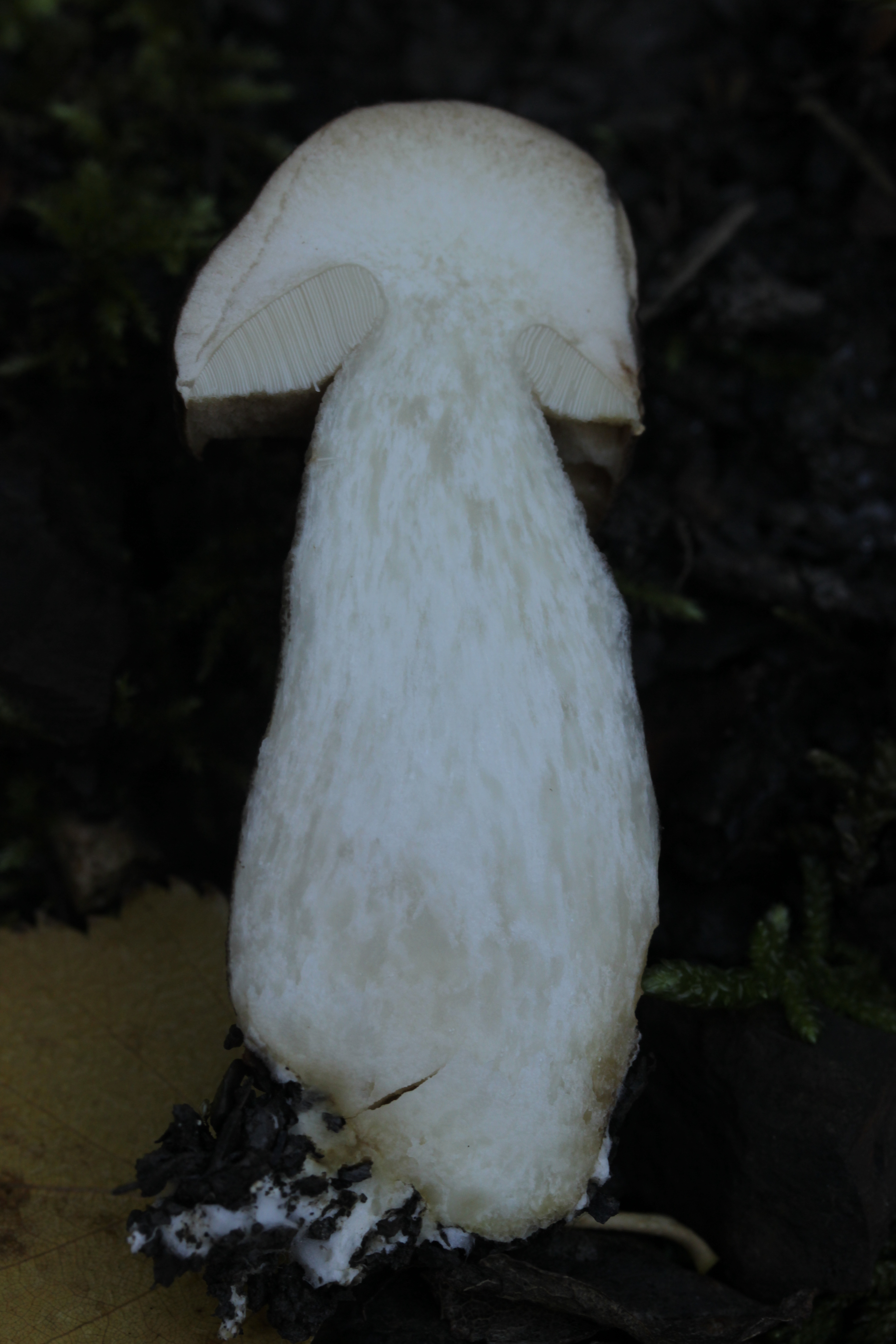
Detall del color de la carn en un becenc (Leccinum scabrum)

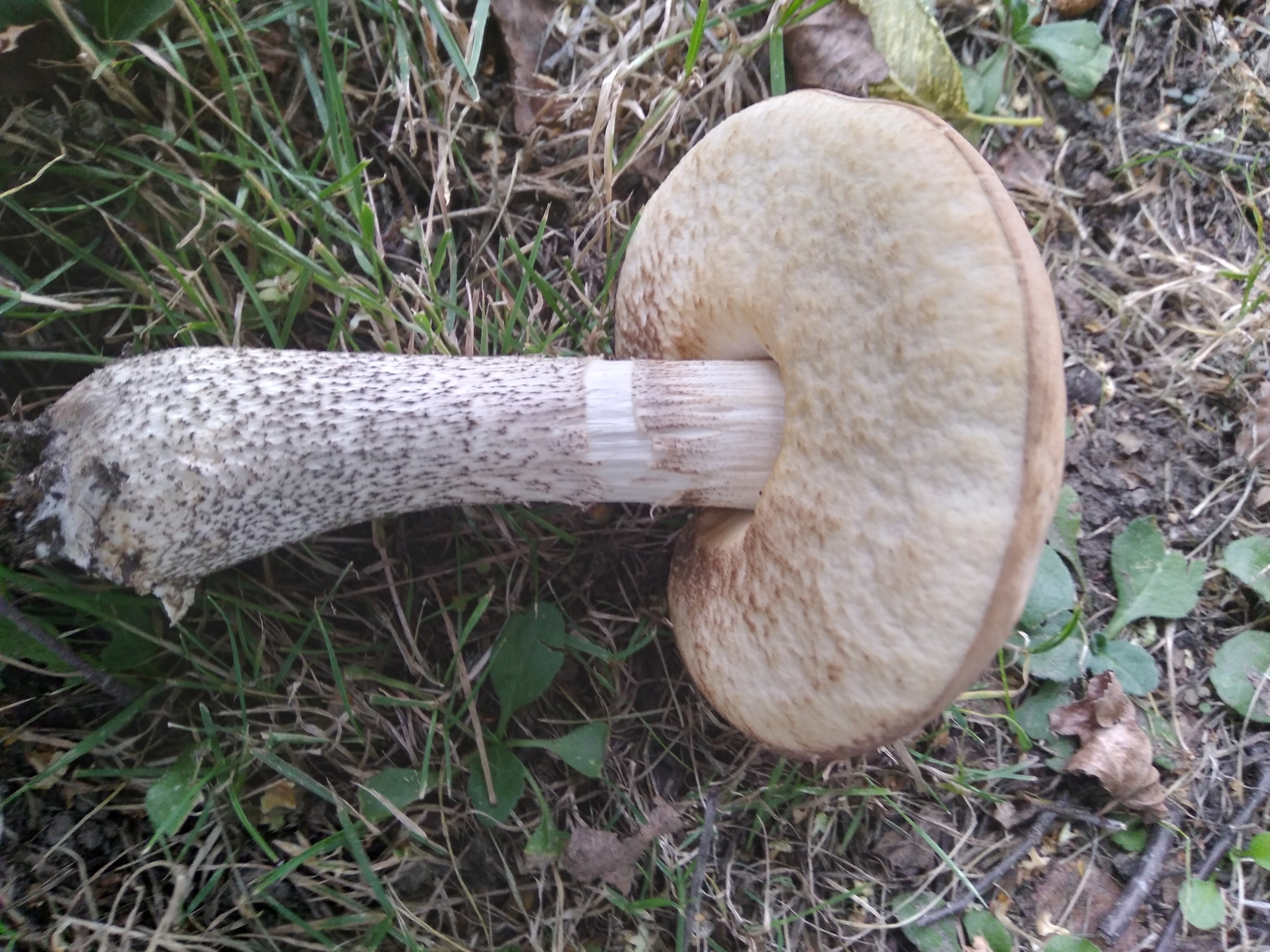
Becenc (Leccinum scabrum) mostrant els aspres de la cama i la superfície dels porus.

## Descripció
Bolet de solitari a gregari; d'aspecte relativament variable; barret gran, de 5-15 cm de diàmetre, de convex a aplanat, mai truncat; de vellutat a llis; de consistència ben aviat blana. Superfície de color bru groguenc a bru olivaci, fins a bru fosc; inicialment tomentós, ben aviat víscid; marge enter, no excedent.
Tubs de blanquinosos a grisencs; porus blancs durant molt de temps, finalment cremosos, brunencs a la pressió.
Cama de fins a 20 cm de longitud, rugosa, de blanca a tànnica o groc camussa, coberta d'aspres foscs, gairebé negres; sovint sobre línies o en les crestes de solcs paral·lels; aspres molt marcats en la zona del peu, progressivament més suaus cap el barret i gairebé inexistents a la part superior de la cama; peu sense coloracions blau-verdoses.
Carn blanca, d'oxidació variable, des d'immutable a lleugerament rosa o vermellosa al frec; no enfosqueix ni presenta taques blau verdoses al còrtex del peu; olor i tast dolços.

## Hàbitat
Creix des d'estiu a tardor; sobre sòls silícics; a partir de l'estatge subalpí fins a la muntanya baixa; només vora bedolls; prefereix sòls humits i amarats en aigua però accepta ambients secs.

## Distribució
Molt comú als vessants humits dels Pirineus: Val d'Aran, Alta Ribagorça, Pallars, Andorra, Alt Urgell, Cerdanya, Ripollès, Garrotxa; Berguedà i els contraforts del Montseny i Prades.

## Espècies semblants
S'ha confós amb el becenc fosc (Leccinum melaneum) que té la superfície de la cama grisenca o negrosa, pel que amb prou feines el seu color contrasta dels aspres de la cama, mentre en el becenc (Leccinum scabrum) la superfície és de blanquinosa a brunenca. El becenc tacat (Leccinum variicolor ), el becenc bru grisenc (Leccinum cyaneobasileucum) i el becenc blanc (Leccinum holopus) (=L. nucatum), es diferencien per la superfície verd blavosa del peu.
El becenc de bedoll nan (Leccinum rotundifoliae) és un bolet de mida menor, de colors més vius i creix en zones boreals, àrtiques, alpines i subalpines.

## Comestibilitat
Comestible; cal eliminar la cama

## Analítica
- Carn formol +: rosa salmó, no sempre ràpid.
- Carn FeSO4 +: de gris a gris blavós.